# Sid Rogell
Pour les articles homonymes, voir Rogell.
Sid Rogell est un producteur américain né le 16 janvier 1900 à Saint Joseph (Missouri) et mort le 15 novembre 1973 à Los Angeles (Californie).

## Filmographie
- 1932 : La Grande Panique de Tenny Wright
- 1932 : Duke le rebelle de Fred Allen
- 1932 : Le Fantôme de Mack V. Wright
- 1933 : Fog d'Albert S. Rogell
- 1933 : L'Homme de Monterey de Mack V. Wright
- 1933 : Frères dans la mort de Mack V. Wright
- 1933 : The Telegraph Trail de Tenny Wright
- 1934 : Fugitive Lady d'Albert S. Rogell
- 1934 : Among the Missing d'Albert S. Rogell
- 1934 : The Hell Cat d'Albert S. Rogell
- 1935 : Death Flies East (en) de Phil Rosen
- 1936 : Roaming Lady d'Albert S. Rogell
- 1944 : Mademoiselle Fifi de Robert Wise
- 1944 : Nevada de Edward Killy
- 1944 : Adieu, ma belle de Edward Dmytryk
- 1944 : The Falcon in Hollywood de Gordon Douglas
- 1945 : Dick Tracy de William Berke
- 1945 : A Game of Death de Robert Wise
- 1945 : Sing Your Way Home de Anthony Mann
- 1945 : West of the Pecos de Edward Killy
- 1945 : Mama Loves Papa (en) de Frank R. Strayer
- 1945 : Radio Stars on Parade de Leslie Goodwins
- 1945 : The Falcon in San Francisco de Joseph H. Lewis
- 1945 : Wanderer of the Wasteland de Wallace Grissell, Edward Killy
- 1945 : The Brighton Strangler de Max Nosseck
- 1945 : Those Endearing Young Charms de Lewis Allen
- 1945 : Zombies on Broadway de Gordon Douglas
- 1945 : Pan-Americana de John H. Auer
- 1945 : Trahison japonaise de William Berke
- 1945 : What a Blonde de Leslie Goodwins
- 1946 : San Quentin de Gordon Douglas
- 1946 : The Falcon's Adventure de William Berke
- 1946 : Vacation in Reno de Leslie Goodwins
- 1946 : Dick Tracy contre Cueball de Gordon Douglas
- 1946 : Criminal Court de Robert Wise
- 1946 : Genius at Work de Leslie Goodwins
- 1946 : Child of Divorce de Richard Fleischer
- 1946 : Step by Step de Phil Rosen
- 1946 : The Bamboo Blonde de Anthony Mann
- 1946 : Sunset Pass de William Berke
- 1946 : Ding Dong Williams de William Berke
- 1946 : Qui veut la peau du Faucon? (en) (The Falcon's Alibi) de Ray McCarey
- 1946 : The Truth About Murder de Lew Landers
- 1946 : Une nuit mouvementée (Deadline at Dawn) de Harold Clurman (en)
- 1947 : The Judge Steps Out de Boris Ingster
- 1947 : Né pour tuer de Robert Wise
- 1947 : The Devil Thumbs a Ride de Felix E. Feist
- 1947 : Beat the Band de John H. Auer
- 1948 : Ciel rouge de Robert Wise
- 1948 : Bodyguard de Richard Fleischer
- 1948 : Mystère à Mexico de Robert Wise
- 1949 : A Dangerous Profession de Ted Tetzlaff
- 1949 : The Woman on Pier 13 de Robert Stevenson
- 1949 : Strange Bargain de Will Price
- 1949 : Ça commence à Vera-Cruz de Don Siegel
- 1950 : Gambling House de Ted Tetzlaff
- 1950 : La Femme aux maléfices (Born to Be Bad) de Nicholas Ray
- 1950 : La Tour blanche de Ted Tetzlaff
- 1951 : La Maison dans l'ombre de Nicholas Ray, Ida Lupino
- 1951 : Mon passé défendu de Robert Stevenson
- 1951 : L'Ambitieuse de Curtis Bernhardt
- 1951 : The Company She Keeps de John Cromwell
- 1952 : The Pace That Thrills de Leon Barsha
- 1952 : Les Fils des mousquetaires de Lewis Allen